# 269548 Fratyu
269548 Fratyu è un asteroide della fascia principale. Scoperto nel 2009, presenta un'orbita caratterizzata da un semiasse maggiore pari a 2,5358330 au e da un'eccentricità di 0,2175714, inclinata di 4,93050° rispetto all'eclittica.